# Selogiri
Selogiri ist ein Distrikt (Kecamatan) im Regierungsbezirk (Kabupaten) Wonogiri auf der indonesischen Insel Java. Die nächsten Städte sind nordwestlich Solo (40 km entfernt) und östlich Yogyakarta (70 km entfernt). Geologisch ist der Distrikt geprägt von verschieden vulkanischen Gesteinen.